# 西岡憲康
西岡 憲康（にしおか のりやす、1941年〈昭和16年〉5月10日 - 2013年〈平成25年〉8月26日）は、日本の政治家、元岡山県備前市長（4期）。

## 来歴
1941年満洲国奉天省奉天市にて生まれる。1946年（昭和21年）に岡山県和気郡日生町（現在の備前市）へ引き揚げ、日生町立日生小学校、日生町立日生中学校を経て大阪府立北野高等学校に進学し、その後京都大学法学部に入り、卒業する。卒業後は岡山県庁に入り、のち自治省に出向する。
1975年、岡山県議会議員に初当選し（和気郡選挙区、自由民主党）、4期務める。1988年と1992年の岡山県知事選挙、1989年の参院選（岡山県選挙区、無所属）、1996年の衆院選（岡山3区、新進党）、1999年の岡山県議選に立候補したがいずれも落選した。
2003年、日生町長選挙に立候補して当選。1期務め、日生町は2005年に旧備前市と吉永町と合併し、新たな備前市が発足。合併後の市長選挙に立候補し、旧備前市長の栗山志朗を破った。2009年に再選。市長を２期務めた後、2013年4月に退任。退任から4か月後に死去した。